# 安宅 (徳島市)
安宅（あたけ）は、徳島県徳島市の町名。現行行政地名は安宅一丁目から安宅三丁目。2025年1月現在の人口は1,823人、世帯数は931世帯。郵便番号は〒770-0863。

## 地理
徳島市中心街の東に位置し、渭東地区に属し、安宅3丁目6番は沖洲地区に属する。吉野川デルタ南部の一角をなし、南を新町川・西を福島川・北を住吉島川・東を沖洲川で囲まれた中州の北東部を占める。東西に長く、西から1～3丁目が配される。
北は住吉島川に架かる橋で城東町と、東は沖洲川に架かる橋で北沖洲と結ばれる。徳島県道38号沖ノ洲徳島本町線が東西に、市道が南北に通る。
徳島藩の阿波水軍本拠地だった1丁目は南隣の大和町とともに、徳島の伝統的地場産業である木工業の発祥の地であり、現在も工場が散在する。

### 河川
- 住吉島川
- 沖洲川

## 歴史
徳島藩の阿波水軍が寛永期（1624年～1645年）に遷された土地である。移転後の中心となったのが、東西230間（約420メートル）×南北150間（約270メートル）の安宅御役所である。その西方の現1丁目に水軍の将兵である御水師が住む御水師屋敷が置かれていた。安宅は町役人から独立した高い自治権を持っていた。この安宅御役所は廃藩置県時に廃止され取り壊された。1966年に安宅町1～6丁目・末広町の各一部から現在の町名となった。
海野十三（1897年～1949年）の出身地でもあり、海野の小説には安宅の名が地名としてしばしば登場した。福島との境の道路を越えたところにある渭東公民館・渭東コミュニティセンターの県道38号に面した石垣の上に文学碑が置かれている。この碑は1962年から1993年まで徳島中央公園に設置されていたものであり、改良工事の際に古い碑がこの地に移された。

### 地名の由来
地名の由来は、紀伊国牟婁郡安宅が出自とされる安宅水軍の一族が、戦国期に三好氏に仕え、大型軍船安宅船を駆使したため、水軍の根拠地を安宅と称したことに因む。この根拠地は北西の大岡川右岸（現 南常三島町2～3丁目）にあったが、寛永年間に現在の安宅にあたる城東中学校周辺一帯に移された。

## 交通

### 道路
- 徳島県道29号徳島環状線
- 徳島県道38号沖ノ洲徳島本町線

### バス
徳島市営バス
- 安宅一丁目
- 安宅二丁目
- 城東中学前

## 施設
- 徳島市城東中学校
- 徳島安宅郵便局
- セブン安宅店
- フレッシュフーズおおしま安宅店
- ローソン徳島安宅三丁目店
- ファミリーマート安宅二丁目店
- 阿波銀行福島支店
- 四国銀行渭東支店
- 住友内科病院
- 若槻クリニック
- 河野内科循環器科
- たけひさ医院
- 島歯科医院